# Puddingbroodje
En puddingbroodje eller roombroodje er en hollandsk type bagværk, der består af sødet hvidt brød med cremet fyld imellem og pyntet med flormelis, der er drysset henover. Cremen kan være vanillecreme, flødeskum eller budding, hvoraf vanillecreme er mest udbredt. Flormelis bliver ofte strøget over for pynt og smag.
Et par andre versioner er kendt i Holland:
- Chocoladeroombroodje, der er dækket med et lag chokolade
- Hongkongs roombroodje, en type kinesisk bagværk strøget med kokos